# Mariano de Aycinena y Piñol
Mariano de Aycinena y Piñol (Nueva Guatemala de la Asunción, 16 de septiembre de 1789-ibídem, 29 de marzo de 1855) fue un comerciante y político conservador guatemalteco, Presidente del Estado de Guatemala del 1 de marzo de 1827 al 12 de abril de 1829 y jefe del Clan Aycinena que tenía el monopolio comercial durante la última etapa de la colonia española de Guatemala mediante el Consulado de Comercio. Fue prócer de la Independencia de Centroamérica y promovió la anexión de ésta al imperio mexicano de Agustín de Iturbide, pues era lo que más convenía a los intereses del Clan Aycinena. Tras ser expulsado junto con su familia y correligionarios en 1829 por Francisco Morazán regresó a Guatemala tras el triunfo del general Rafael Carrera en donde dejó los asuntos políticos del Clan Aycinena en manos de Juan José de Aycinena y Piñol.

## Biografía

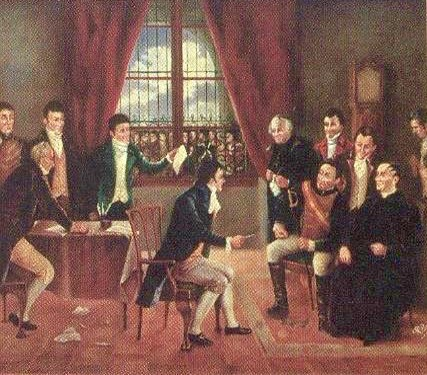
Firma del acta de independencia el 15 de septiembre de 1821. Mariano de Aycinena aparece sentado al centro de la pintura de Rafael Beltranena.

Miembro de la familia más influyente de la Capitanía General de Guatemala, tuvo serios conflictos con el Capitán General José de Bustamante y Guerra. cuando fue síndico del ayuntamiento de Guatemala en 1812.

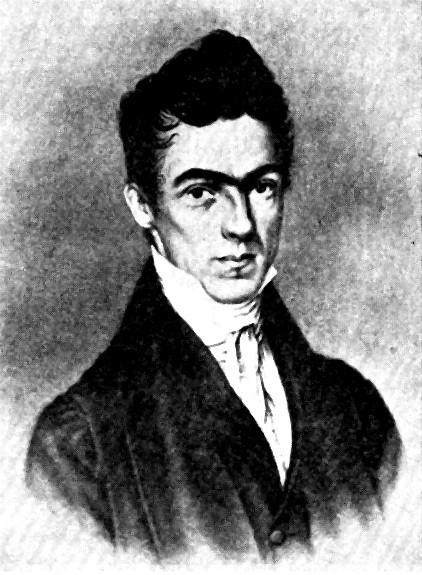
Mariano Aycinena, fue clave en la anexión de Centroamérica a México.

En 1821, con el debilitamiento de Fernando VII y la declaración del Plan de Iguala en México, formó parte del grupo criollo que conminó al Capitán General Gabino Gaínza a proclamar la Independencia de Centroamérica. Fue uno de los firmantes del Acta de Independencia de Centro América del Imperio Español, y luego estuvo a favor de la anexión al imperio mexicano de Agustín de Iturbide, por la naturaleza conservadora y eclesiástica de dicho imperio, lo cual significaba mantener el statu quo que se había mantenido durante la colonia española y que le significaba grandes ganancias al Clan Aycinena.  Fue diputado y consejero de los gobernantes guatemaltecos después de la independencia.
En 1823, el médico José Felipe Flores, primer protomédico de la Capitanía General de Guatemala que se encontraba como emigrado en España redactó su testamente e indicó, entre otras cosas, que había conferido poderes generales a Mariano de Aguinena —como se escribía entonces el apellido Aycinena—  para que cobrara sus rentas, que eran una de 1200 pesos anuales en el fondo de Comunidades de Indias por la donación que hizo a la Facultad de Medicina de varios efectos anatómicos, máquinas de física y librería, y otra de 1400 pesos or la jubilación de su cátedra y asistencias a los hospitales y cárceles. Además, poco antes de morir, autorizó Mariano Aycinena y a los presbíteros Juan José Batres y Mariano Méndez, curas párrocos de San Sebastián y de El Sagrario en la Ciudad de Guatemala, respectivamente, para que lo representaran en su matrimonio con Josefa Estrada y reconocer así formalmente a sus hijos María Anselma, Francisco, Cirilo, María Josefa y Mariano Plácido Flores Estrada.
En octubre de 1826 el presidente de la República Federal de Centro América, Manuel José Arce disolvió el Congreso y el Senado e intento establecer un sistema unitario aliándose con los conservadores, por lo que se quedó sin el apoyo de su partido, el liberal. De esta forma se inició una guerra civil en la región, ya que los criollos liberales no querían que el Clan Aycinena siguiera en el poder; de la guerra civil emergió la figura dominante del general hondureño Francisco Morazán.

### Jefe de Estado de Guatemala

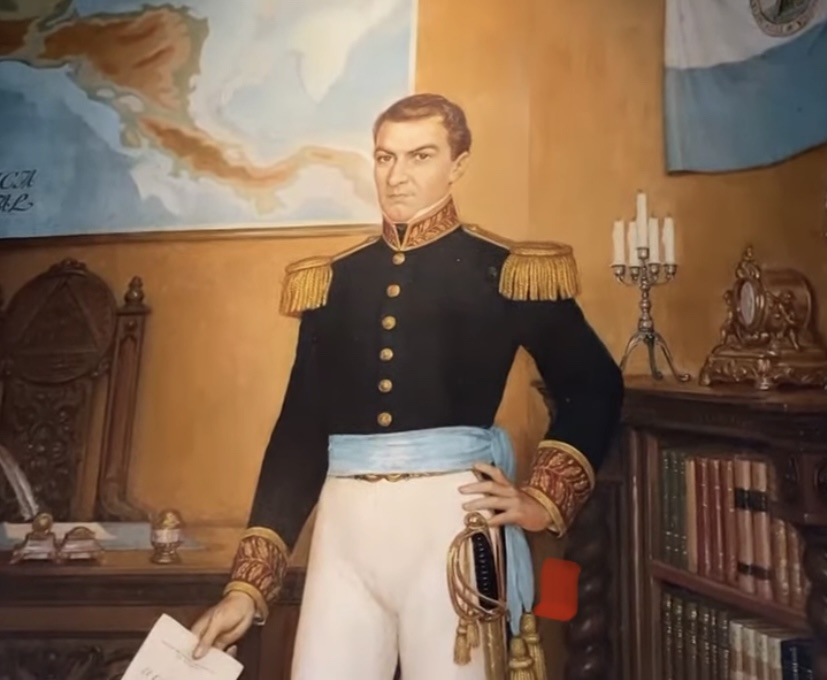
Manuel José Arce, como el primer presidente de la república federal. Litografía ubicada en el antiguo palacio presidencial de San Salvador, El Salvador.

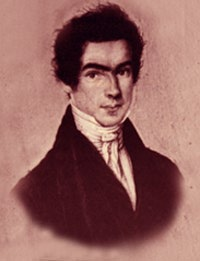
Gobernador conservador Mariano de Aycinena y Piñol.

Aycinena fue designado el 1.º de marzo de 1827 como Gobernador del estado de Guatemala por el presidente de la Federación de las Provincias Unidas del Centro de América, Manuel José Arce y Fagoaga.
Cuando Aycinena se hizo cargo del estado guatemalteco, la ciudad de Guatemala estaba en peligro de ser tomada por los mercenarios franceses Isidoro Saget y Raoul, que servían a los liberales centroamericanos.  Guatemala no tenía ejército, pero el jefe de Estado logró reclutar a doscientos voluntarios y así repeler el sitio; la gobernatura de Aycinena entonces tuvo que ser de índole dictatorial; prohibió la libertad de prensa y el ingreso de libros de tipo liberal a Guatemala. También decretó la pena de muerte con efecto retroactivo y formó el decreto «fatal» de 1827 para juicios sumarios.  Como miembro del partido conservador, restituyó los diezmos obligatorios para la clero secular de la Iglesia Católica.
Tras su victoria contra las fuerzas salvadoreñas, Arce y Fagoaga emprendió una ofensiva contra El Salvador, llegando a sitiar la capital salvadoreña en marzo de 1828 con un ejércitos al mandos del general Manuel de Arzú y del coronel Montufar, quienes no pudieron avanzar y se quedaron en el poblado de Mejicanos en las afueras de San Salvador.  Como el sitio se prolongaba, hubo quejas en Guatemala sobre la situación y el gobierno nombró a Manuel Francisco Pavón Aycinena como comisionado del gobierno para negociara la paz con José Matías Delgado, comisionado salvadoreño, en la casa de un ciudadano de apellido Esquibel; Pavón y  Aycinena llegó a Mejicanos en mayo e inició las pláticas en junio de 1828.  Las pláticas de paz no fructificaron, y he aquí la nota que dirigiera Pavón y Aycinena a los jefes del ejército guatemalteco al momento de retornar a Guatemala:
| «El gobierno de San Salvador procediendo como acostumbra, no ha ratificado el tratado de paz firmado en la casa de Esquibel el día 12, de que tuve el honor de acompañar a Ud. copia: se han pasado dos días más del término prefijado para que se ratificase, y hasta después de varias contestaciones que me han dado a conocer la mala fe y ninguna franqueza con que obra, he podido obtener de él una contestación decisiva. En consecuencia de mis comunicaciones al mismo gobierno, las hostilidades por esta y aquella parte deben entenderse rotas desde las 6 horas de esta tarde, sin que yo tenga más que hacer en este negocio, de que voy a dar cuenta al supremo gobierno». —Pavón y Aycinena, 22 de junio de 1828 |

Mientras tanto en Honduras, Francisco Morazán aceptó el desafío propuesto por los salvadoreños; le entregó el mando a Diego Vigil como nuevo jefe de Estado de Honduras y se fue a Texiguat, donde se preparó y organizó sus tropas con miras a la campaña militar salvadoreña. Ya con el apoyo de Francisco Morazán que llegaba desde Honduras, el gobierno salvadoreño dirigido por Doroteo Vasconcelos y Mariano Prado logró no solo resistir el asedio guatemalteco, sino que eventualmente contraatacó a las tropas invasoras obligándolas a capitular el 18 de septiembre de 1828.
Aycinena, al ver que no conseguía una solución pacífica, escribió a sus conciudadanos:
| COMPATRIOTAS: «Con el mayor sentimiento, me veo en la necesidad de anunciaros: que todos los esfuerzos del supremo gobierno nacional, y de las autoridades del Estado, por el restablecimiento de la paz, han sido inútiles: los que llevan la voz y se han apoderado del mando en S. Salvador, tienen interés en prolongar la guerra; porque ella sirve á sus miras personales, y les importa muy poco la suerte de los pueblos. Aspirando á la dominación de toda la república, y al aumento de su propia fortuna, quieren teñir de sangre éste suelo privilegiado, y destruir todas las fuentes de la riqueza de la nación y del propietario particular. Si no fuesen estos los principios de su conducta, ya habrían vuelto a la patria la tranquilidad de que antes gozara: ya habrían convenido en alguno de tantos tratados de paz que se les han propuesto, casi todos ventajosos para ellos mismos; pero los rehúsan, porque de nada se cuidan menos que del bien general.» —Mariano de Aycinena y Piñol Manifiesto del Jefe de Estado a los pueblos 27 de octubre de 1828 |

### Invasión liberal de Morazán en 1829

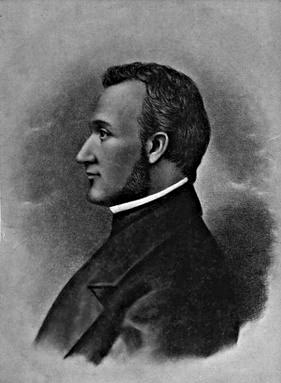
Caudillo liberal hondureño Francisco Morazán.

El 23 de octubre de 1828 el general Morazán hizo su entrada triunfal en la plaza de San Salvador y unos días más tarde, marchó en Ahuachapán, para organizar el ejército con miras a retirar a los conservadores aristócratas y eclesiásticos del poder en el territorio guatemalteco e implantar un orden constitucional afín a la Federación Centroamericana que los liberales ambicionaban. En Guatemala empezaron los preparativos para la defensa; las fuerzas liberales ocuparon el territorio del Estado en enero de 1829 y después de varias batallas, llegó a las afueras de la capital a fines de marzo de 1829.
En Ahuachapán, Morazán hizo todo lo posible para organizar un ejército numeroso. Solicitó al gobierno de El Salvador que le proporcionara cuatro mil hombres, pero tuvo que conformarse con dos mil. Mientras tanto, el pueblo de Antigua Guatemala se organizó contra el gobierno conservador de Aycinena en Guatemala y puso al departamento de Sacatepéquez bajo la protección del general Morazán lo que apresuró la invasión de Morazán a Guatemala con su Ejército Protector de la Ley.  El hondureño situó a sus hombres en el pueblo de San José Pinula, cerca de la Ciudad de Guatemala. Las operaciones militares en la capital comenzaron con pequeñas escaramuzas en frente de las fortificaciones del gobierno.  El ejército de Morazán aumentó cuando voluntarios guatemaltecos se unieron a sus filas y el general Verveer -ministro plenipotenciario del rey de los Países Bajos ante la Federación de Centroamérica y quien se encontraba en la región para negociar la construcción de un canal interoceánico en Nicaragua por orden del rey de Bélgica y Holanda.
Por intermedio del general Verveer, se logró que se celebrara una conferencia de paz en la hacienda de Ballestera, con Morazán, el Sr. Verveer, y Manuel Francisco Pavón Aycinena, en representación de la asamblea del Estado;  pero no se llegó a ningún acuerdo porque aunque Pavón y Aycinena ofreció que se iban a retirar todos los miembros del gobierno estatal y federal, Morazán exigió que además se pusieran a su disposición incondicionalmente. Morazán estaba decidido a acabar con la hegemonía de los aristócratas y eclesiásticos guatemaltecos, no aceptó ningún trato.  

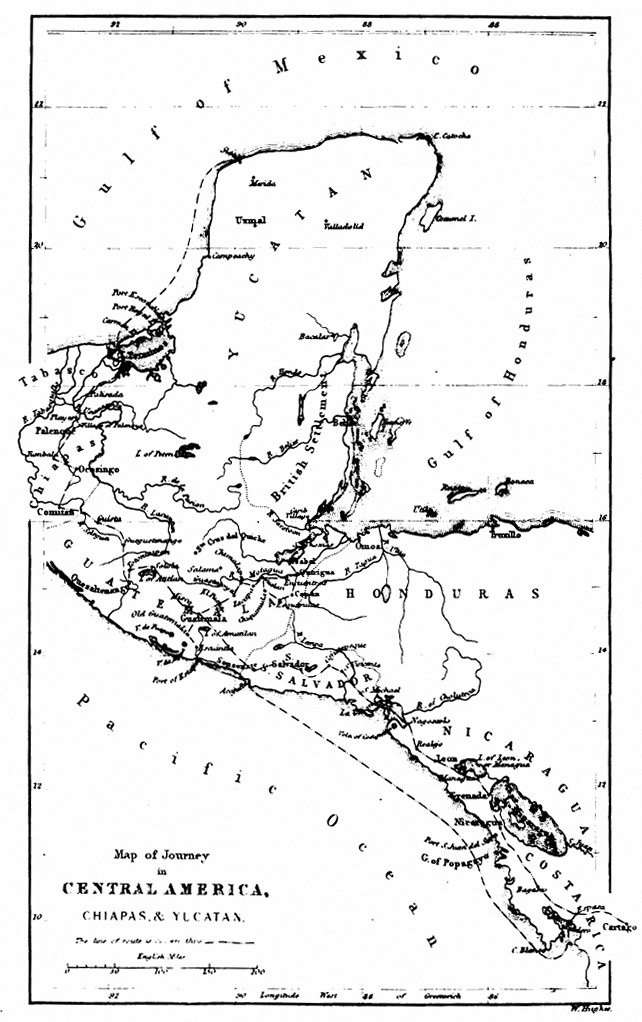
Mapa de Guatemala durante la guerra civil de 1829. Obsérvese las fronteras no delimitidas con México en Yucatán y Chiapas.

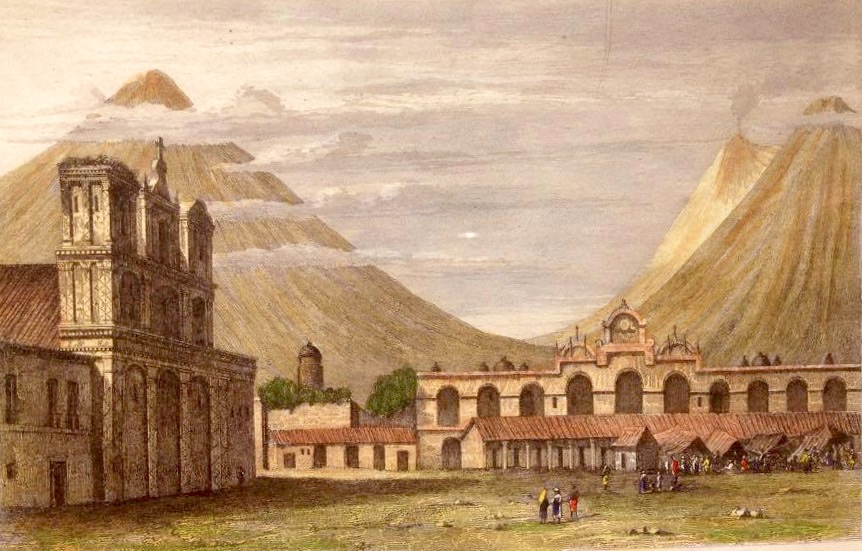
Parque Central de la ciudad de Antigua Guatemala durante la guerra civil de 1829. Obsérvese que el antiguo Palacio de la Capitanía General estaba destruido y que sus columnas se habían resguardado en las construcciones provisionales que se observan en el grabado.

Para preparar la defensa de la ciudad, amenazada por las tropas de Morazán, Aycinena ordenó el 18 de marzo de 1829 que se aplicara la pena de muerte a todo aquel que ayudara al enemigo, hizo una proclama en la que invocaba la defensa de la «santidad de los altares» y emitió una disposición legal, por la que los líderes liberales Pedro Molina Mazariegos, el hijo de éste, Esteban Molina, Antonio Rivera Cabezas y los militares Cleto Ordóñez, Nicolás Raoul e Isidoro Saget fueron declarados enemigos de la patria y quedaron en calidad de proscritos. Se desencadenó entonces el combate final, que duró tres días al cabo de los cuales, el 12 de abril se firmó la capitulación en la casa de Andrade, esquina de la plazuela de San Francisco, con el general Morazán por una parte, y el general Arzú y Manuel Francisco Pavón y Aycineda, por la otra.  Esta rendición se hizo a pesar de que el jefe de Estado, Mariano de Aycinena se proponía defender la ciudad y que los oficiales guatemaltecos no estaban dispuestos a rendirse.
Morazán ocupó formalmente la ciudad de Guatemala el 13 de abril de 1829 y el 19 del mismo mes citó al Palacio de Gobierno a todos los que fueron miembros del gobierno federal y del estatal —todos ellos miembros del Clan Aycinena y entre los que estaba Mariano de Aycinena— y ya cuando había más de cien personas reunidas en un salón, ingresaron las tropas liberales y los hicieron prisioneros; luego los llevaron en dos filas hasta el edificio de la Universidad de San Carlos Borromeo en donde estuvieron temporalmente hasta que finalmente fueron conducidos al Convento de Belén. Morazán declaró nula la capitulación que había firmado con Pavón y Arzú y ordenó confiscar todos los bienes de los capturados; finalmente sesenta y un miembros del Clan Aycinena fueron enviados a Sonsonate, en donde se embarcaron el 29 de agosto de 1829 hacia Panamá, en la goleta «General Hidalgo». Morazán anuló el documento de capitulación pues su principal objetivo era eliminar el poder de los criollos conservadores y la jerarquía de la Iglesia Católica en Guatemala —ambos constituidos por el Clan Aycinena— a quienes los criollos liberales detestaban por haber estado bajo su dominio durante la colonia española.
En los combates participó como soldado Rafael Carrera, quien tenía apenas quince años y cuya familia sufrió numerosos vejámenes a manos de las tropas de Morazán; también participaron el poeta y militar José Batres Montúfar y el oficial Miguel García Granados, quien fueron hechos prisioneros por las tropas liberales;, el teniente coronel Manuel Francisco Pavón Aycinena y el coronel Antonio José de Irisarri, quien acababa de retornar de Londres tras participar activamente en la independencia de Chile y tener un fallido intento por establecer compañías de capital británico en Centroamérica.  A este último, Aycinena lo había nombrado como Ministro de la Guerra en un intento de mejorar la disciplina del ejército guatemalteco.

### Segunda Invasión de Morazán a Guatemala (1840)
En 1838, Mariano Gálvez fue derrocado por Rafael Carrera, dando fin al gobierno liberal de Mariano Gálvez, este último pidió ayuda a Francisco Morazán pero nunca obtuvo la ayuda. Rafael Carrera trajo al Clan Aycinena de vuelta a Guatemala.
En 1840, fue anexado el Estado Liberal de Los Altos a Guatemala, lo cual llevó a que Francisco Morazán invadiera a Guatemala por segunda vez. 
Marzo 10: Francisco Morazán llegó a Quezaltepeque con 1,000 soldados, mientras que el ejército de Carrera solo tenía 300 soldados. Morazán capturó la ciudad después de 3 horas de lucha, Rafael Carrera se retiró como parte del plan a Ciudad de Guatemala. Y Francisco Morazán marchó hacia Quetzaltenango.
Marzo 15: Después de 5 días, Morazán llegó a Quezaltenango, y Mariano de Aycinena y Piñol estaba al mando de 400 soldados en la ciudad ya mencionada. Después de 4 horas de lucha entre Francisco Morazán y Guatemala por fin se logró capturar a Quezaltenango y Mariano de Piñol se retiró a la Ciudad de Guatemala como parte del plan de Rafael Carrera.
Marzo 19: Francisco Morazán llegó a Ciudad de Guatemala y la atacó con más de 1500 soldados (los 1000 anteriores ya habían sido disueltos y los 1500 fueron reclutados), los generales de Guatemala durante la batalla fueron Rafael Carrera y Mariano de Aycinena, Rafael Carrera hizo que solo estuvieran a vista 400 soldados, cuando en realidad eran 1,000 (los otros 600 estaban escondidos en los barrancos), entonces Francisco Morazán atacó y logró derrotar a muchos, pero los otros 600 atacaron de sorpresa y lograron derrotar a Francisco Morazán dejándolo con mínimo unos 800 soldados.
Marzo 23: Después de la derrota de Morazán él atacó a Antigua Guatemala perdiendo por completo, teniendo que retirarse y escapar de territorio guatemalteco.

## Exilio
El 26 de abril, desde su prisión, Aycinena dirigió una carta a Morazán, en la que protestaba por la ruptura del pacto. Le señalaba, además, que no había motivo alguno para que se quebrantara el convenio, y que, en todo caso, sólo él era el culpable y no el resto del Clan Aycinena. Pero el general hondureño no prestó atención a las demandas de Aycinena y expulsó a todo el clan Aycinena y a la mayoría del clero regular del territorio centroamericano, y los despojó de todos sus bienes.
Seis años después, Aycinena retornó a Guatemala para salir nuevamente desterrado, esta  vez a Comitán, en México, como lugar de su residencia. Después de su retorno a Guatemala, en 1837, fue diputado de la Asamblea Constituyente y prior del Consulado de Comercio -asociación de comerciantes conservadores de Guatemala-.

## Muerte
Regresó a Guatemala con el triunfo del general Rafael Carrera en 1840 pero se retiró de la política, dejando el control del Clan Aycinena a Juan José de Aycinena y Piñol. Murió en 1855 en Guatemala, cuando Carrera y los conservadores estaban sólidamente en el poder, Manuel Francisco Pavón Aycinena había logrado que se nombrara a Carrera como presidente vitalicio, y Guatemala disfrutaba de un ambiente próspero y tranquilo por primera vez desde la independencia.